# Murali u Sjevernoj Irskoj
Murali u Sjevernoj Irskoj postali su simboli Sjeverne Irske, oslikavajući političku povijest i sadašnjost, kao i religijske razlike pokrajine.
U Belfastu i Derryju nalaze se najpoznatiji politički murali u Europi. Vjeruje se da je oko 2000 murala dokumentirano u Sjevernoj Irskoj od 1970-ih. U knjizi The Belfast Mural Guide objavljenoj 2014., procjenjuje se da je samo u Belfastu moguće vidjeti oko 300 kvalitetnih murala, a postoji još znatan broj varirajuće dobi i kvalitete. Murali slave i oslikavaju kulturne i povijesne događaje. Ideje murala često oslikavaju što je važno za posebne skupine društva tj. izražavaju ideju ili poruku koje se smatraju važnim za te skupine. 
U republikanskim oblastima teme murala variraju od štrajka glađu 1981., dajući posebnu pozornost vođi štrajka, Bobbyju Sandsu; pa do murala koji se solidiraju s međunarodnim revolucionarnim skupinama. U unionističkim radničkim četvrtima murali uzdižu na pedijestal ulsterske lojaliste i paravojne skupine poput Ulsterske obrambene zajednice i Ulsterskih dobrovoljačkih snaga i njihove poginule pripadnike. Pored toga i povijesne teme s Vilimom Oranskim i bitkama kod Boyne i Somme i 36. Ulsterskoj diviziji su također uobičajene.

## Primjeri

### Unionisti
- Mural u lojalističkoj enklavi u Derry-ju
- Lojalistički murali u Belfastu u ulici Thorndyke
- Mural Ulsterskih dragovoljaca u Bangori
- Lojalistički mural u ulici Ballymacarrett, istočni Belfast.
- Mural ulsterskih dragovoljaca u Newtownabbeyu
- Lojalistički mural u Belfastu koji kritizira dogovor na Veliki petak